# Новозеландско орехче стрелче
Новозеландските орехчета стрелчета (Acanthisitta chloris) са вид дребни птици, единственият в род Acanthisitta и един от двата в семейство Новозеландски орехчета (Acanthisittidae).
Разпространени с в гористи местности в Нова Зеландия. Достигат на дължина около 8 сантиметра с маса до 6 – 7 грама, като мъжките са яркозелени по гърба, а женските по-кафеникави, с охрени петна. Хранят се с насекоми, които търсят по стъблата на дърветата и в листната покривка под тях.